# Angefälle
Angefälle sind im Lehnsrecht die Bezeichnung einerseits für Einkünfte aus dem Lehen, die der Bezugsberechtigte aufgrund von Minderjährigkeit noch nicht selbst verwalten darf, andererseits für an den Lehnsherrn zurückgefallene Lehen oder solche, auf die der Lehnsherr oder ein Mitbelehnter Anwartschaft haben (Angefallslehen).
Zu den Einkünften gehörten beispielsweise auch die bei einer Veränderung anfallenden Leistungen („Gebühren“), eine Form des sogenannten Lehngeldes. Während der Unmündigkeit des Vasallen standen dem Lehnsherrn ursprünglich als Lehnsvormund die Einkünfte des Lehens zu, die dieser auch an andere verleihen durfte. Das änderte sich aber im Laufe der Zeit, später konnte auch ein nicht notwendig lehnsfähiger Vormund das Interesse des Mündels bezüglich der Lehngüter wahrnehmen. Einzelne Partikularrechte haben die Lehnsvormundschaft mit Angefälle beibehalten.